# 姚民和
姚民和（1961年—），安徽绩溪人，汉族，中华人民共和国政治人物、第十二届全国人民代表大会安徽地区代表。
毕业于安徽省委党校经济管理专业。加入中国共产党。担任安徽航佳丝绸集团董事长。2008年起担任全国人大代表。2013年，担任全国人大代表。